# Maxillaria niesseniae
Maxillaria niesseniae är en orkidéart som beskrevs av Eric Alston Christenson. Maxillaria niesseniae ingår i släktet Maxillaria och familjen orkidéer.
Artens utbredningsområde är Colombia. Inga underarter finns listade i Catalogue of Life.